# Pedagogia do Oprimido

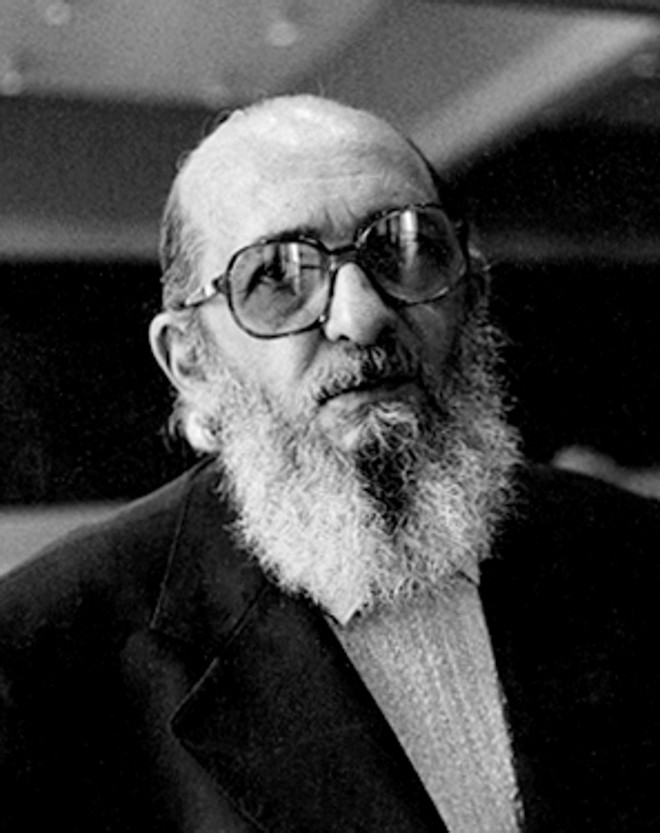
Paulo Freire, educador e filósofo brasileiro.

Pedagogia do Oprimido é o mais conhecido trabalho do educador brasileiro Paulo Freire. É considerado pelo próprio autor como uma continuação do seu primeiro livro, Educação Como Prática da Liberdade. 
Freire defende que a educação tradicional, chamada por ele de educação bancária, é opressiva e não permite que os educandos se desenvolvam de maneira crítica e reflexiva. Em vez disso, ele propõe uma educação dialógica, isto é, fundamentada no diálogo. Tal educação, ao contrário da bancária, tem por base a participação ativa dos educandos no processo de aprendizado e na reflexão crítica sobre a realidade em que vivem. O diálogo começa ainda na escolha do conteúdo programático, isto é, do currículo a ser administrado nos círculos de cultura (locais onde o diálogo e a alfabetização ocorrem).
Escrito durante o exílio no Chile, o livro foi originalmente publicado em espanhol em 1968. Na época, o Brasil vivia a ditadura militar. Em virtude disso, o livro foi publicado no país somente em 1974. Nessa época, já havia traduções para o inglês, italiano, francês e alemão. Em Portugal, o livro foi publicado pela primeira vez em 1972 pelas Edições Afrontamento.
O livro continua popular entre educadores no mundo inteiro e é um dos fundamentos da pedagogia crítica. Com mais de um milhão de cópias vendidas, é o terceiro livro mais citado em trabalhos acadêmicos da área de ciências sociais em todo o mundo.

## Estrutura
Escrito na forma de ensaio, é dividido em quatro capítulos:
1. Justificativa da pedagogia do oprimido
2. A concepção "bancária" da educação como instrumento da opressão. Seus pressupostos, sua crítica
3. A dialogicidade: essência da educação como prática da liberdade
4. A teoria da ação antidialógica

## Capítulo 1: Justificativa da pedagogia do oprimido
| “                                     | Ninguém liberta ninguém, ninguém se liberta sozinho: os homens se libertam em comunhão | ” |
| — Paulo Freire, Pedagogia do Oprimido |                                                                                        |   |

Neste capítulo, é abordada extensivamente a contradição opressores–oprimidos. Freire aborda a necessidade de uma "pedagogia do oprimido". Essa justificativa se baseia em uma exigência da época em que o autor vivia. Era preciso combater a desumanização, a opressão. Para Freire, todo homem tem por vocação ontológica o ser mais. Os homens buscam sempre sua maior humanização, mas sua humanidade é roubada pelos opressores, que os impedes de ser.

## Capítulo 2: A concepção "bancária" da educação como instrumento da opressão
| “                                     | Falar da realidade como algo parado, estático, compartimentado e bem-comportado, quando não falar ou dissertar sobre algo completamente alheio à experiência existencial dos educandos, vem sendo, realmente, a suprema inquietação dessa educação. | ” |
| — Paulo Freire, Pedagogia do Oprimido | |   |

A educação bancária é um modelo em que o professor "deposita" conteúdos nos alunos. A metáfora do banco é usada para enfatizar que, segundo esse modelo, o aluno é um recipiente vazio, que necessita dos "depósitos" do professor. Tal educação é também, necessariamente, não-problematizadora. Ela visa à acomodação, à adaptação do aluno ao mundo, bem como ao cerceamento de sua criatividade e de seu poder transformador da realidade. Nesse sentido, esta educação "satisfaz aos interesses dos opressores". Citando Simone de Beauvoir, Freire afirma que os opressores pretendem "transformar a mentalidade dos oprimidos e não a situação que os oprime". Para eles, os opressores, a sociedade é boa, e os oprimidos (os marginais) estão apenas fora dela, necessitando ser reintegrados. Paulo Freire, por sua vez, afirma que os oprimidos estão dentro de uma estrutura social que os relegou à marginalidade. Ou seja, eles nunca estiveram fora, ou à margem da sociedade.

## Capítulo 3: A dialogicidade: essência da educação como prática da liberdade
Freire começa propondo, em vez da educação bancária, uma educação dialógica. Dialógica significa: que tem por base o diálogo. Na educação bancária, o ato cognoscente do professor (o único sujeito na relação pedagógica) incide sobre um objeto a ser conhecido e esgota-se nele mesmo. Já na educação dialógica, há comunicação entre dois sujeitos, mediatizada pelo objeto a ser discutido. Em outras palavras, o objeto (que pode ser um problema social, um conteúdo curricular) serve de ponte, de intermediário entre dois sujeitos: aluno e professor. Por este motivo, a educação dialógica supera a dicotomia professor–aluno. É através do diálogo que se buscará o conteúdo programático dessa educação.
Trata-se de um capítulo bastante rico em conceitos, como os de "situação-limite", "atos-limite", "universo mínimo temático", "temas geradores", "inédito viável", entre outros.

## Capítulo 4: A teoria da ação antidialógica
A teoria da ação antidialógica, centrada na necessidade de conquista e na ação dos opressores, que preferem dividir para manter a opressão. Após tal critica, apela e interpela-nos com um convite a unir para libertar, através da colaboração organização que nos conduzirão à síntese cultural, que considera o ser humano como ator e sujeito do seu processo histórico. Ainda mais sobre a teoria antidialógica, Paulo Freire, ressalta que a referida teoria tanto traz a marca da opressão, da invasão cultural camuflada, da falsa admiração do mundo, como lança mão de mitos para manter o status quo e manter a desunião dos oprimidos, os quais divididos ficam enfraquecidos e tornam-se facilmente dirigidos e manipulados.[carece de fontes?]

### Características da ação antidialógica
- Conquista: a necessidade de conquista se dá desde as mais duras às mais sutis; das mais repressivas às mais adocicadas, como o paternalismo.
- Dividir para manter a opressão: na medida em que as minorias vão submetendo as maiorias ao seu domínio e poder.
- Manipulação: através da manipulação, as elites dominadoras vão tentando conformar as massas populares a seus objetivos. E quanto mais imaturas, mais dominadas pelas elites dominadoras que não querem que se esgotem seus poderes.
- Invasão cultural: a invasão cultural é a penetração que fazem os invasores no contexto cultural dos invadidos, impondo a estes sua visão de mundo enquanto lhes freiam a criatividade, ao inibirem sua expansão.

A teoria antidialógica é característica das elites dominadoras. Esta falseia o mundo para melhor dominá-lo, na dialógica exige o desvelamento do mundo. O desvelamento do mundo e si mesmas, na  práxis verdadeira, possibilita às massas populares a sua adesão. Esta adesão coincide com a confiança que as massas populares começam a perceber a dedicação, a veracidade na defesa da libertação dos homens e mulheres.[carece de fontes?]

## A pedagogia da libertação
Paulo Freire destaca que os educadores devem assumir uma postura revolucionária passando a conscientizar as pessoas tanto sobre o processo de aprendizado, incentivando a auto-reflexão sobre o ato de aprender e de enxergar a realidade, como devem também conscientizar sobre a ideologia opressora, tendo como compromisso a libertação desta classe, reconhecendo que a libertação deva ocorrer no todo, e que é por meio da educação que se pode libertar a si mesmo e o outro. O povo e lideranças devem aprender a fazer junto, buscando instaurar a transformação da realidade que os mediatiza. O autor ainda enfoca que como o ser opressor precisa de uma teoria para manter a ação dominadora, os oprimidos igualmente precisam também de uma teoria para alcançar a liberdade.[carece de fontes?]

## Pedagogia da Esperança
No livro Pedagogia da Esperança, lançado décadas mais tarde, em 1992, o autor recapitula os momentos relevantes na concepção do livro Pedagogia do Oprimido e comenta algumas críticas feitas à obra, acatando algumas e recusando outras.